# Casino (gokken)
Een casino is een uitgaansgelegenheid waar de bezoekers kunnen gokken door hun geld in te zetten op roulette, blackjack, fruitautomaten en andere kansspelautomaten in een poging om hun inzet te vergroten.
De casinospelen leveren de exploitant van het casino geld op. Dit komt doordat de kansen statistisch gezien ten nadele van de klant zijn (bijvoorbeeld bij roulette, craps) of doordat het casino een courtage vraagt als klanten tegen elkaar spelen (bijvoorbeeld bij poker, baccarat). 
Casino's worden in veel gevallen gecombineerd met een hotel, restaurant, bar of andere attractie om zo hun gasten een complete uitgaansgelegenheid te kunnen bieden.

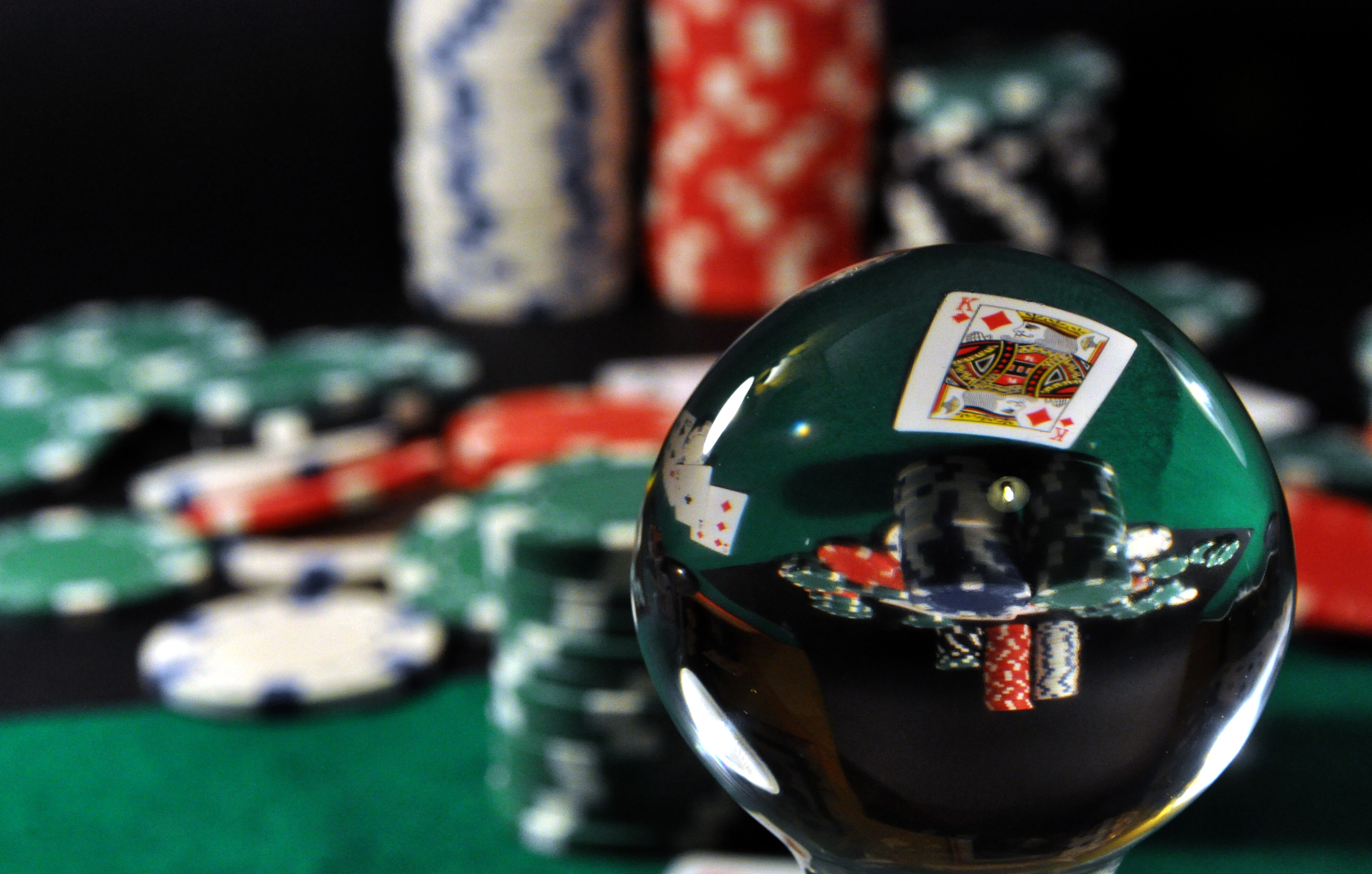
Een speelkaart en een stapel fiches

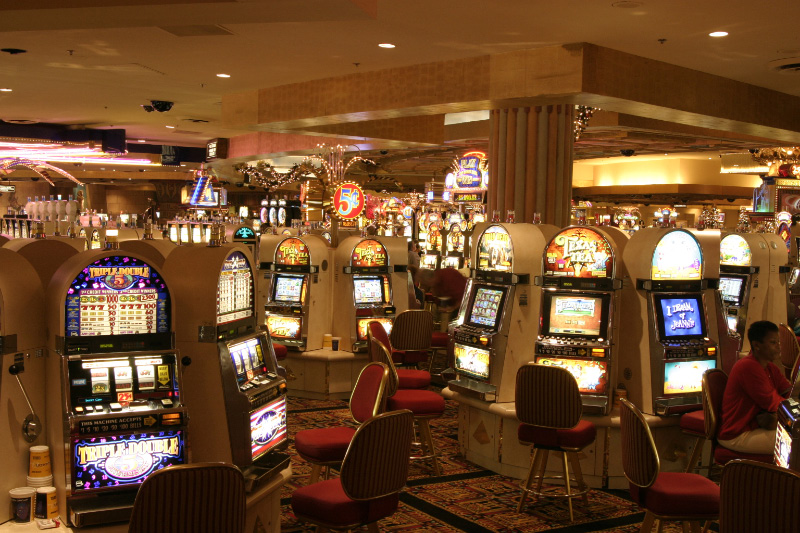
Een casino met gokautomaten in Las Vegas

## Casino's in Nederland

### Europees Nederland
In Europees Nederland mag alleen Holland Casino casino's exploiteren. Er zijn in veel steden ook speelhallen met kansspelautomaten die zich casino noemen maar die worden daar juridisch van onderscheiden. Het betreft hier ondernemingen waar spellen als blackjack en roulette alleen in automaatvorm toegestaan zijn. Ook mogen de speelautomaten in deze bedrijven een minder hoog uurverlies hebben dan in de casino's van Holland Casino. In een aantal van deze bedrijven bestaat inmiddels de mogelijkheid om behalve met muntgeld en briefgeld ook cashless te spelen, met een gekochte speelcard waar eerst geld op moet worden gezet.
Er zijn in Nederland 14 echte casino's en ruim 300 speelhallen. De meeste daarvan zijn gevestigd in het westen en zuiden van het land. Alleen al Amsterdam, Den Haag en Rotterdam hebben elk dertig tot veertig speelhallen binnen hun grenzen. Het uitkeringspercentage van de speelautomaten in de speelhallen bedraagt minimaal 60%. Voor de speelautomaten in Holland Casino geldt een minimum uitkeringspercentage van 80%.
Casino's en speelhallen zijn in Nederland enkel toegankelijk voor bezoekers met een minimumleeftijd van 18 jaar.

### Caribisch Nederland
In Caribisch Nederland mag een openbaar lichaam op basis van de Wet hazardspelen BES I een vergunning verlenen voor de exploitatie van een casino in speciaal daarvoor ingerichte hotels. Op Bonaire is in het Divi Flamingo Beach Resort een casino.

### Toezicht
In Nederland is de kansspelautoriteit belast met het toezicht en controle. De exploitanten van de casino's en amusementscentra en speelhallen betalen hiervoor per speelautomaat een jaarlijkse heffing en een jaarlijkse vergoeding voor de controle op de exploitatievergunning aan de kansspelautoriteit.
Bij de taken van de kansspelautoriteit hoort dat zij ook handhavend optreden tegen illegale merken. Zo werden er in maart 2023 recordboetes uitgedeeld van meer dan 10 miljoen euro voor het ongeoorloofd aantrekken van spelers van de Nederlandse casinomarkt. Verder moet de kansspelautoriteit optreden op het gebied van reclameregels. Zo is het voor onlinecasino's in Nederland verboden om gebruik te maken van rolmodellen (bekende personen) om hun merk te promoten en zijn er vaste tijden waarop reclames uitgezonden mogen worden op radio en televisie.

### Onlinecasino's
Vanaf 1 april 2021 treedt de nieuwe Wet Kansspelen Op Afstand (KOA) in werking. 6 maanden later, vanaf 1 oktober 2021 zullen de eerste onlinecasino's zich op Nederlandse markt gaan richten met een licentie van de Kansspelautoriteit. Een voorwaarde is natuurlijk wel dat deze partijen voldoen aan de nieuwe Wet Kansspelen op Afstand en de vooraf bepaalde voorwaarden van de Kansspelautoriteit. Vanaf 1 oktober 2021 is het dus legaal om te spelen in een onlinecasino, met de voorwaarde dat deze aanbieders van onlinekansspelen een licentie hebben van de Kansspelautoriteit. Een andere voorwaarde is dat het onlinecasino een koppeling heeft met CRUKS, het Centraal Register Uitsluiting Kansspelen. Dit register is in het leven geroepen om kansspelverslaving te voorkomen. Sinds ingang van de Wet Koa op 1 april 2021 heeft de Ksa aangegeven initieel 28 vergunningsaanvragen te hebben ontvangen. Alle aanbieders die worden goedgekeurd krijgen een kansspelvergunning met ingangsdatum 1 oktober 2021 en worden onderdeel van de eerste groep legale onlinecasino's in Nederland.

### Licenties
Op 1 oktober 2021 vergaf de Kansspelautoriteit tien vergunningen aan de volgende ondernemingen.
- Betent B.V.
- Bingoal Nederland B.V.
- FPO Nederland B.V.
- Hillside (New Media Malta) Plc
- Holland Casino N.V.
- LiveScore Malta Limited
- TOTO Online B.V.
- NSUS Malta Limited
- Play North Limited
- Tombola International Malta Plc

Deze zijn in 2022 allemaal actief als onlinecasino's in Nederland.

## Casino's in België
In België is het aantal wettelijk toegestane casino's (vergunning A) beperkt tot 9 stuks. Voor amusementscentra en speelhallen (vergunning B) geldt een maximum van 180. Net als in Nederland wordt op het gebied van het maximale uurverlies van een speelautomaat onderscheid gemaakt tussen speelautomaten in casino's en die in amusementscentra en speelhallen. Het minimum uitkeringspercentage van de speelautomaten bedraagt 84%.

### Locaties
- Casino Knokke
- Casino Oostende
- Casino Blankenberge
- Casino Middelkerke
- Casino Brussels (Viage)
- Casino Spa
- Casino Chaudfontaine
- Casino Dinant
- Casino Namen

### Toegankelijkheid
De toegang tot casino's en speelhallen is verboden voor magistraten, notarissen, deurwaarders en leden van de politiediensten buiten kader van de uitoefening van hun functies. Voor zowel casino's als amusementscentra en speelhallen geldt een registratieplicht voor iedere bezoeker. Naast het identiteitsbewijsnummer moeten de volledige naam, voornamen, geboortedatum, geboorteplaats, beroep en adres in een register ingeschreven worden.
De vereiste minimumleeftijd voor bezoekers is 21 jaar.

### Toezicht
In België is de kansspelcommissie belast met het toezicht en controle. De Kansspelcommissie zorgt er onder andere voor dat illegale goksites worden geblokkeerd.

### Verschillende licenties
De Belgische Kansspelcommissie heeft de onlinekansspelaanbieders ingedeeld in 3 categorieën, herkenbaar aan de +:
- Vergunning A+: Onlinecasino's, pokerwebsites en bingo-aanbieders;
- Vergunning B+: Onlinespeelhallen;
- Vergunning FA+: Onlineaanbieders van sportweddenschappen.

### Onlinecasino's
In België zijn er 9 websites met een licentie voor onlinecasinospelen (A+), elke website gebruikt de licentie van een fysiek casino:
| Fysiek Casino           | Website        |
| ----------------------- | -------------- |
| Casino Spa              | Casino 777     |
| Casino van Blankenberge | Unibet         |
| Casino Knokke           | Napoleon Games |
| Casino Oostende         | Bwin           |
| Casino Namen            | Circus         |
| Casino Brussel          | Betway         |
| Casino Chaudfontaine    | Starcasino     |
| Casino Dinant           | Ladbrokes      |
| Casino Middelkerke      | Golden Palace  |

### Het gevaar van illegale casino's
Websites die kansspelen aanbieden aan de Belgische markt zijn bij wet verplicht eerst een licentie te bekomen van de Belgische Kansspelcommissie. Indien ze geen licentie hebben, riskeren ze zware boetes. Toch zijn er websites die dit risico nemen en zich richten op de Belgische markt.
Belgische spelers op deze illegale websites lopen ook het risico beboet te worden. Het is de verantwoordelijkheid van de speler om na te gaan of de desbetreffende website beschikt over de nodige licentie van de Belgische Kansspelcommissie. In het verleden werden zulke boetes reeds uitgedeeld aan spelers van illegale onlinecasino's.
De Belgische Kansspelcommissie gaat de strijd aan met de illegale onlinecasino's door het opstellen van een Zwarte Lijst. Websites die hierop terechtkomen, zijn niet toegankelijk vanuit België. Sommige websites proberen dit echter te omzeilen. Spelers die gokken via illegale casino's zijn een toenemend probleem op de Belgische kansspelmarkt.

## Wereldwijd
Sommige steden staan bekend om hun casino's en vormen een grote toeristische attractie, dit noemt men goktoerisme. Voorbeelden hiervan zijn Macau, Monte Carlo, Atlantic City en Las Vegas.

## Online
Naast de zogenoemde landgebonden kansspelmarkt is er een groot onlineaanbod van kansspelen (onlinecasino's). Het aanbod van poker en casinospelen online is in essentie vergelijkbaar met dat van landgebonden casino’s en automaten. Het gaat om vergelijkbare spellen met een short-odds karakter, dat wil zeggen dat er een korte tijd zit tussen de inleg en het speelresultaat. Het grootste segment binnen het onlineaanbod betreft overigens (sport)weddenschappen.

## Handelspraktijken
In de afgelopen decennia hebben casino's veel verschillende marketingtechnieken ontwikkeld om loyale klanten aan te trekken en te behouden. Veel casino's gebruiken een loyaliteitsprogramma dat wordt gebruikt om het bestedingspatroon van spelers bij te houden en hun klanten effectiever te targeten door mailings te sturen met gratis gokspellen en andere promoties. Casino Helsinki in Helsinki, Finland, bijvoorbeeld, doneert al zijn winst aan goede doelen.

## Galerij

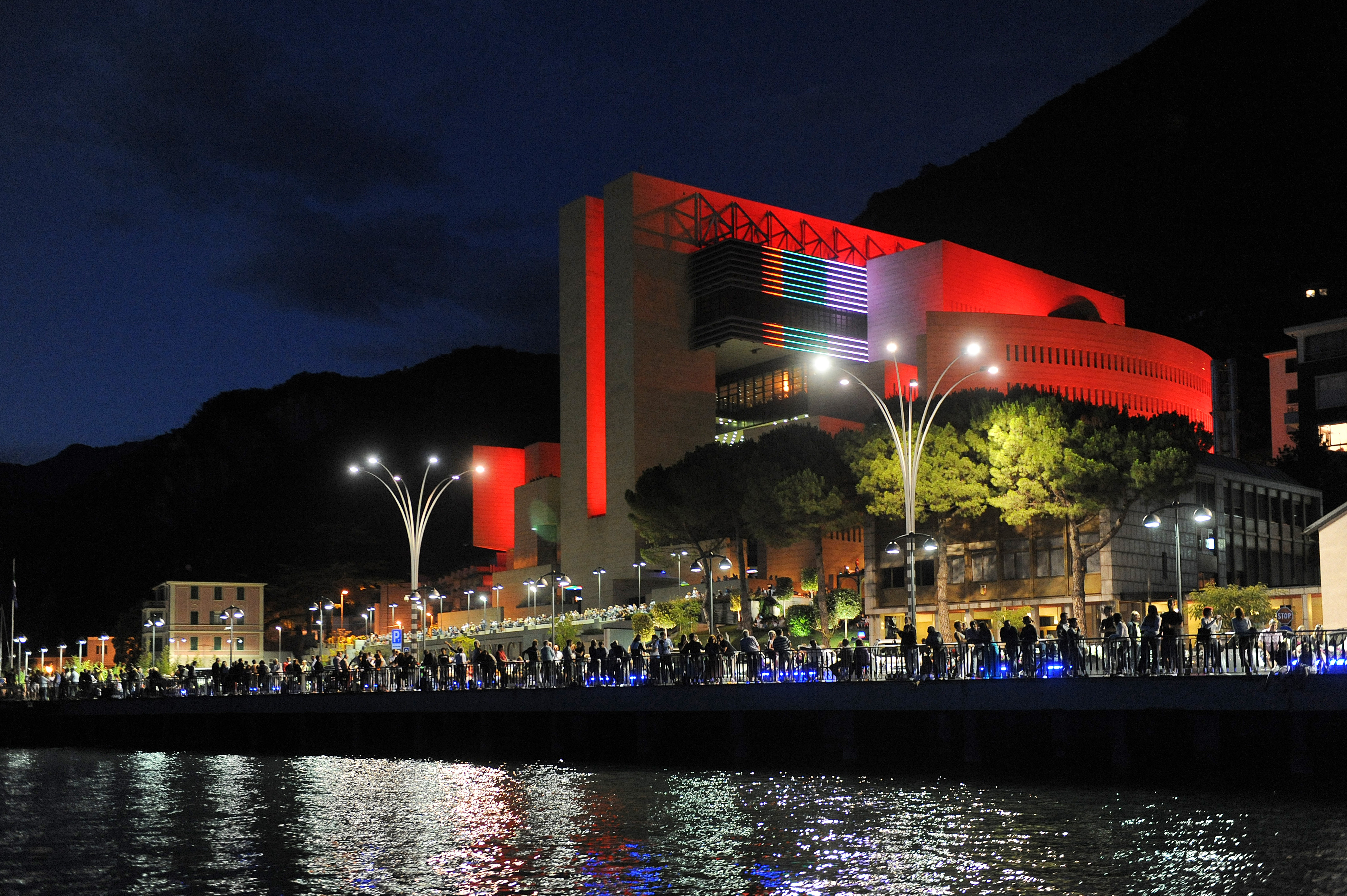
Italy's Casinò di Campione, near Lugano, is the largest casino in Europe
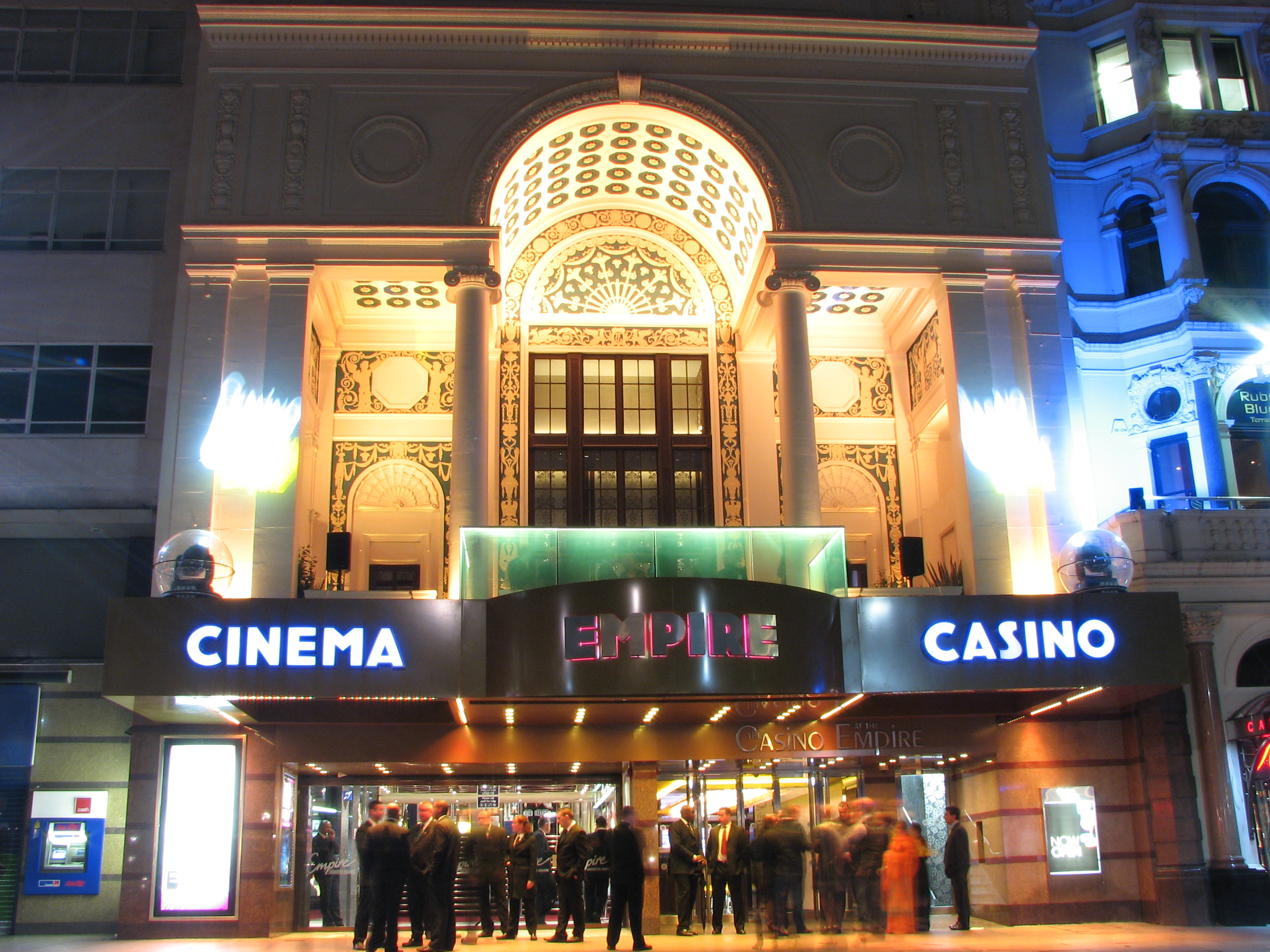
The Empire op Leicester Square in Londen heeft ook een casino
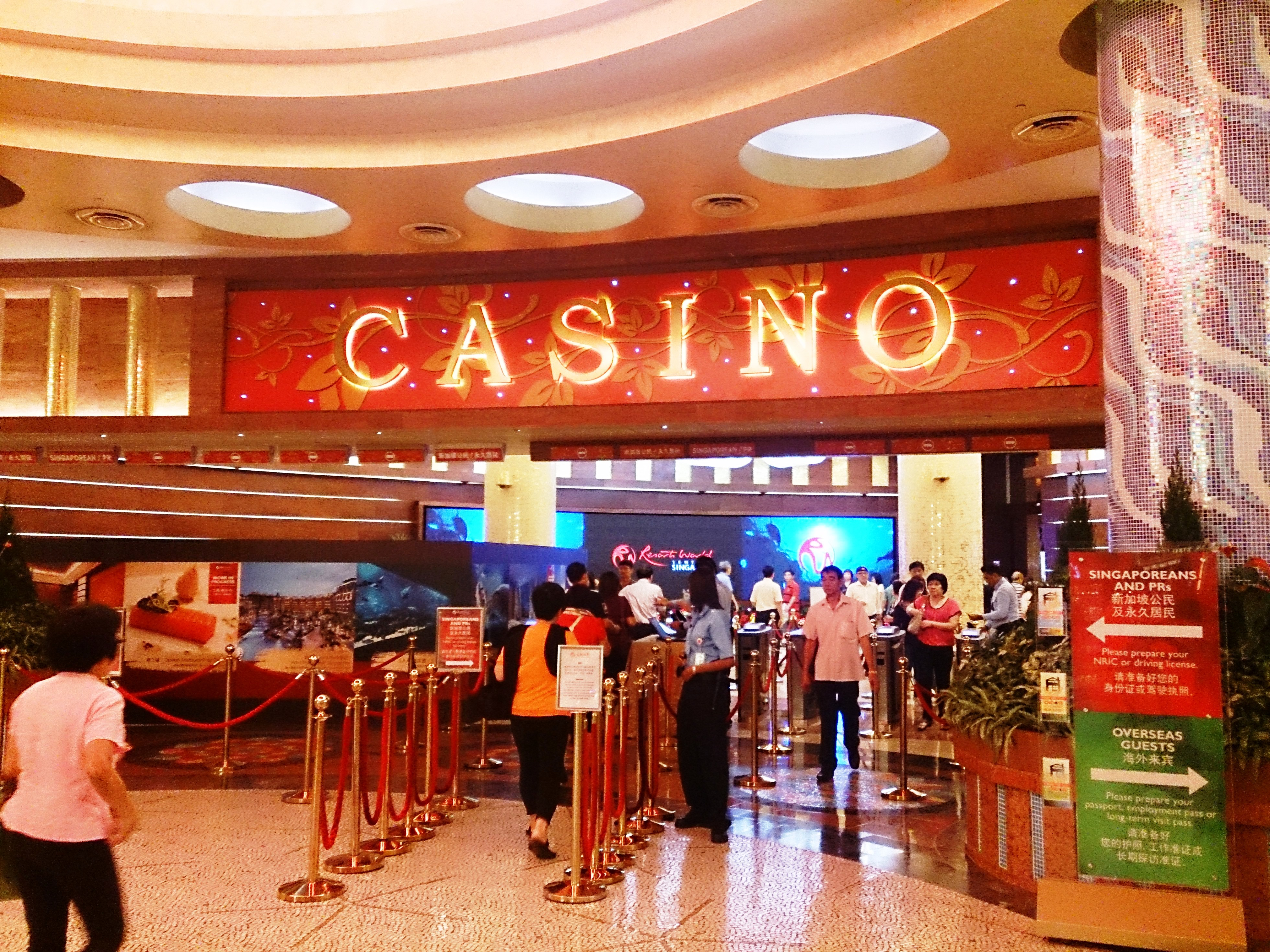
Toegang tot het casino van Resorts World Sentosa, Singapore
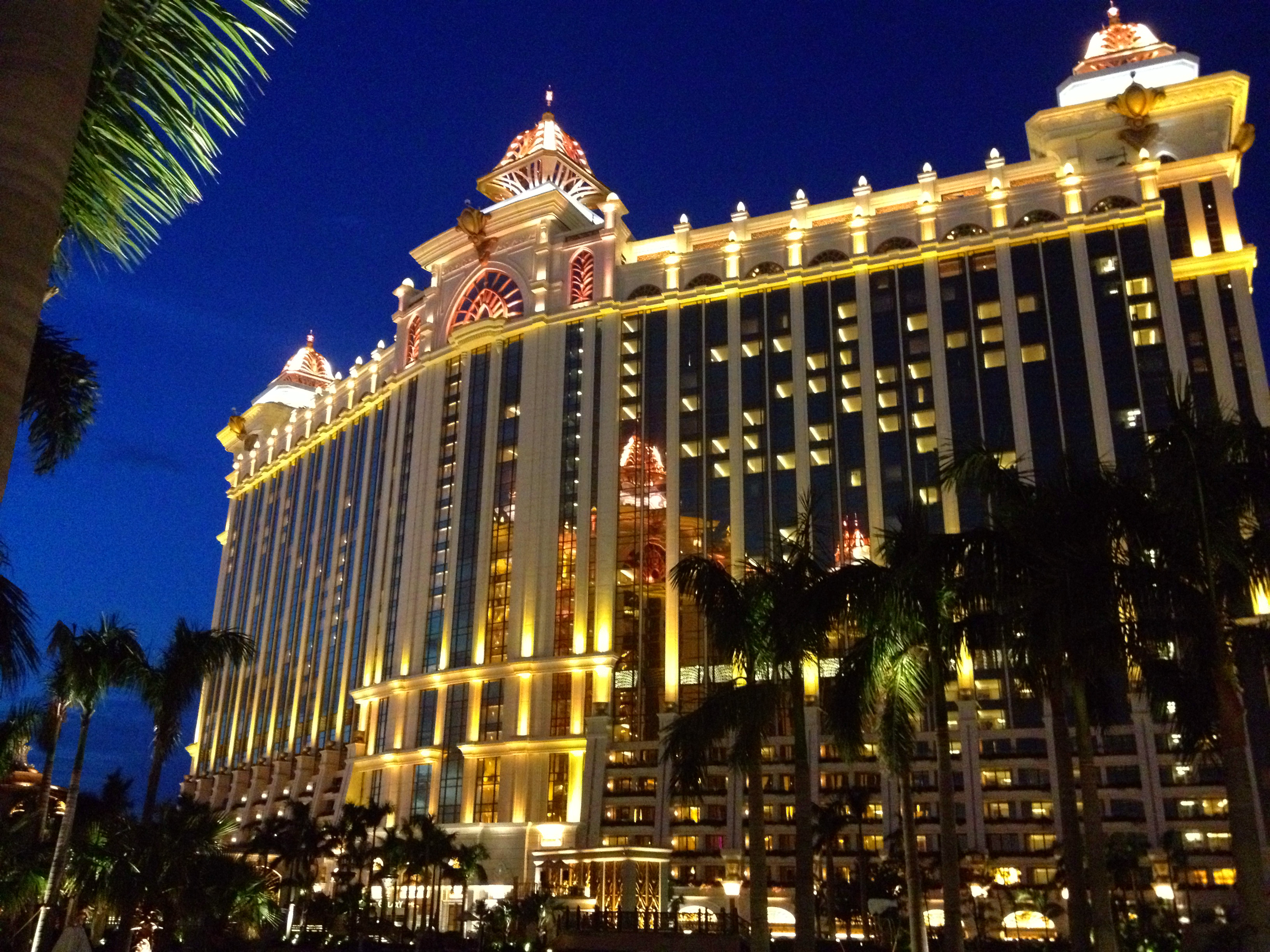
De Galaxy Macau 's nachts in Cotai, Macau
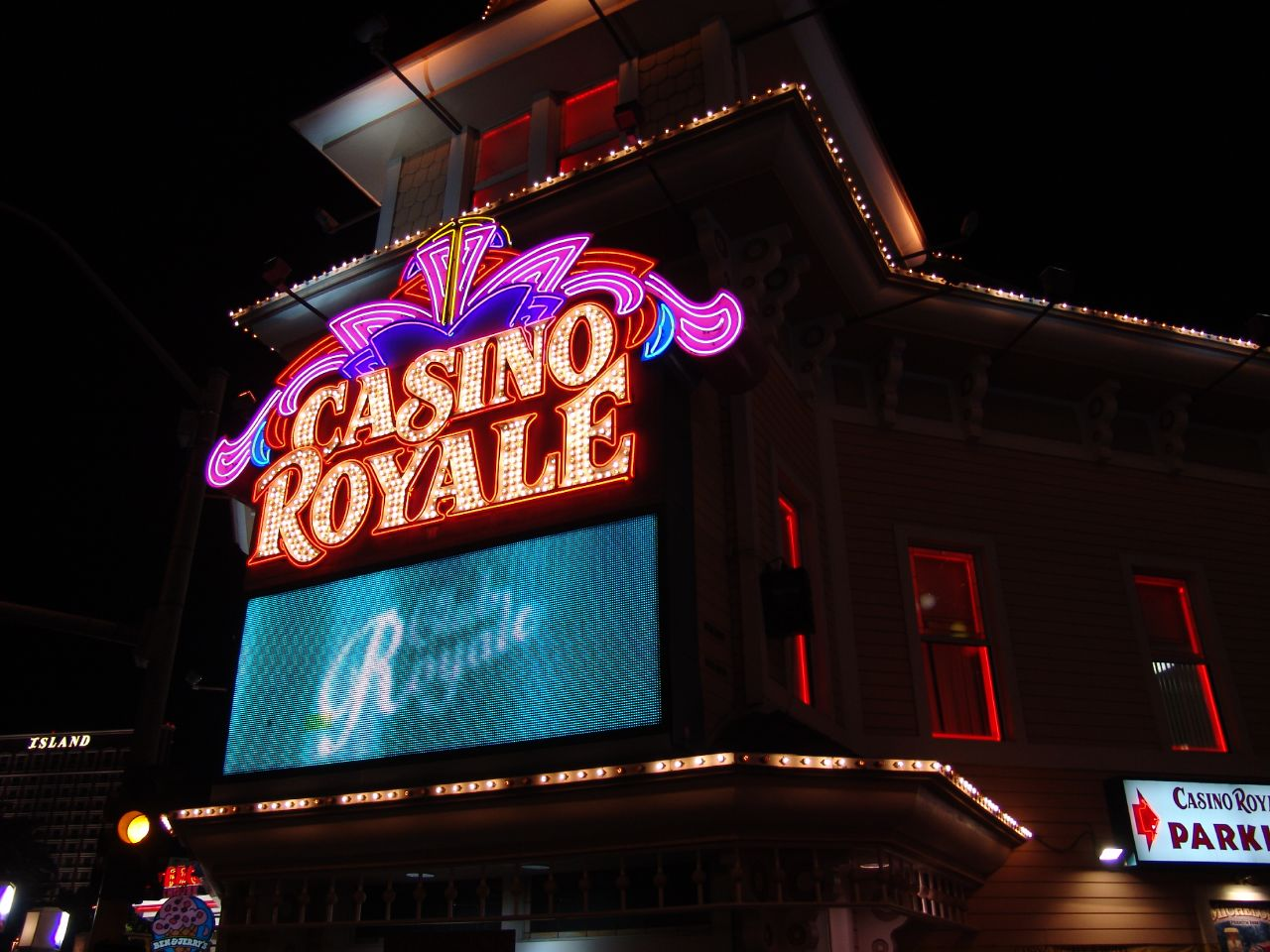
The Casino Royale Hotel & Casino in Paradise, Nevada, Verenigde Staten
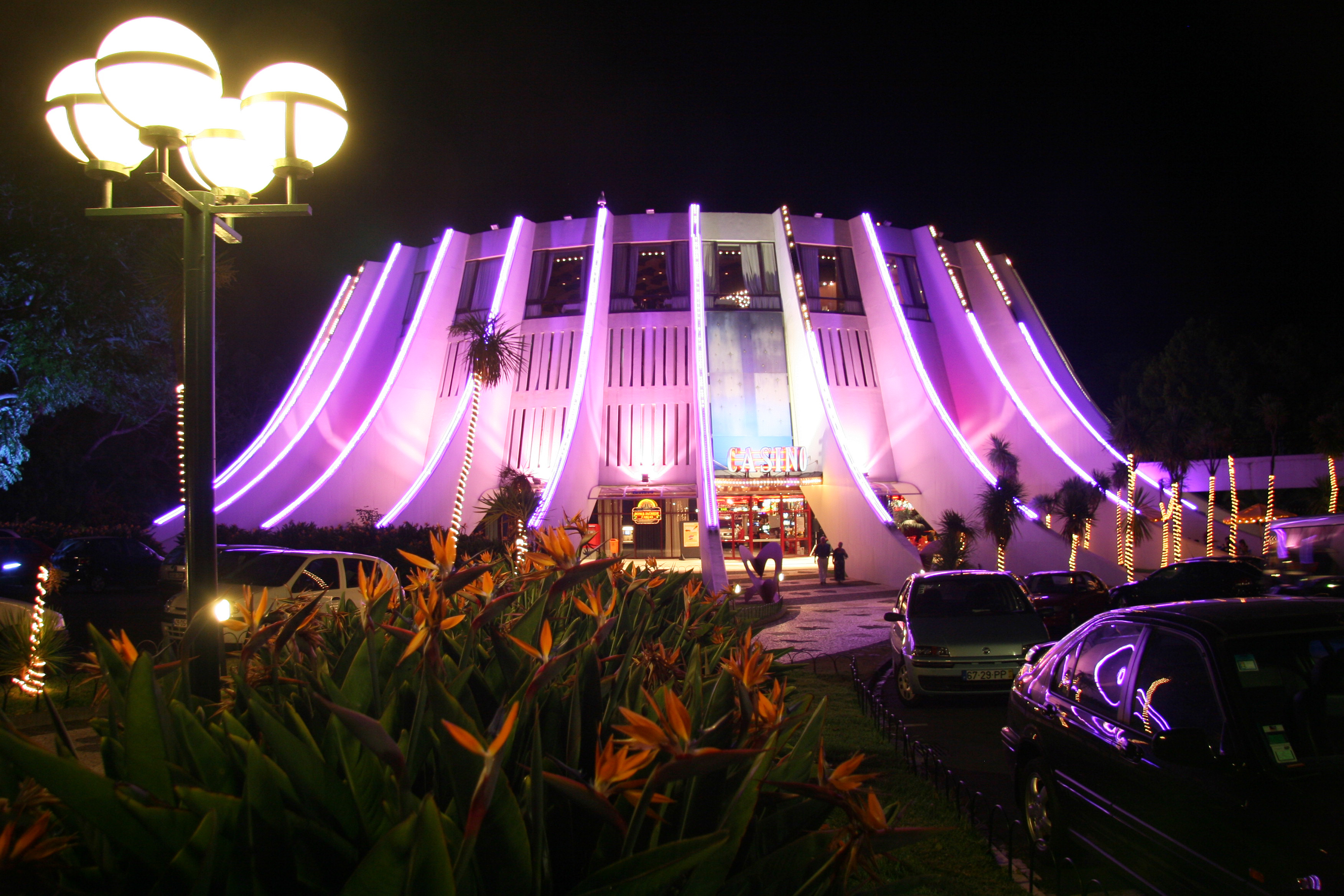
Het Casino da Madeira in Funchal, Madeira, Portugal
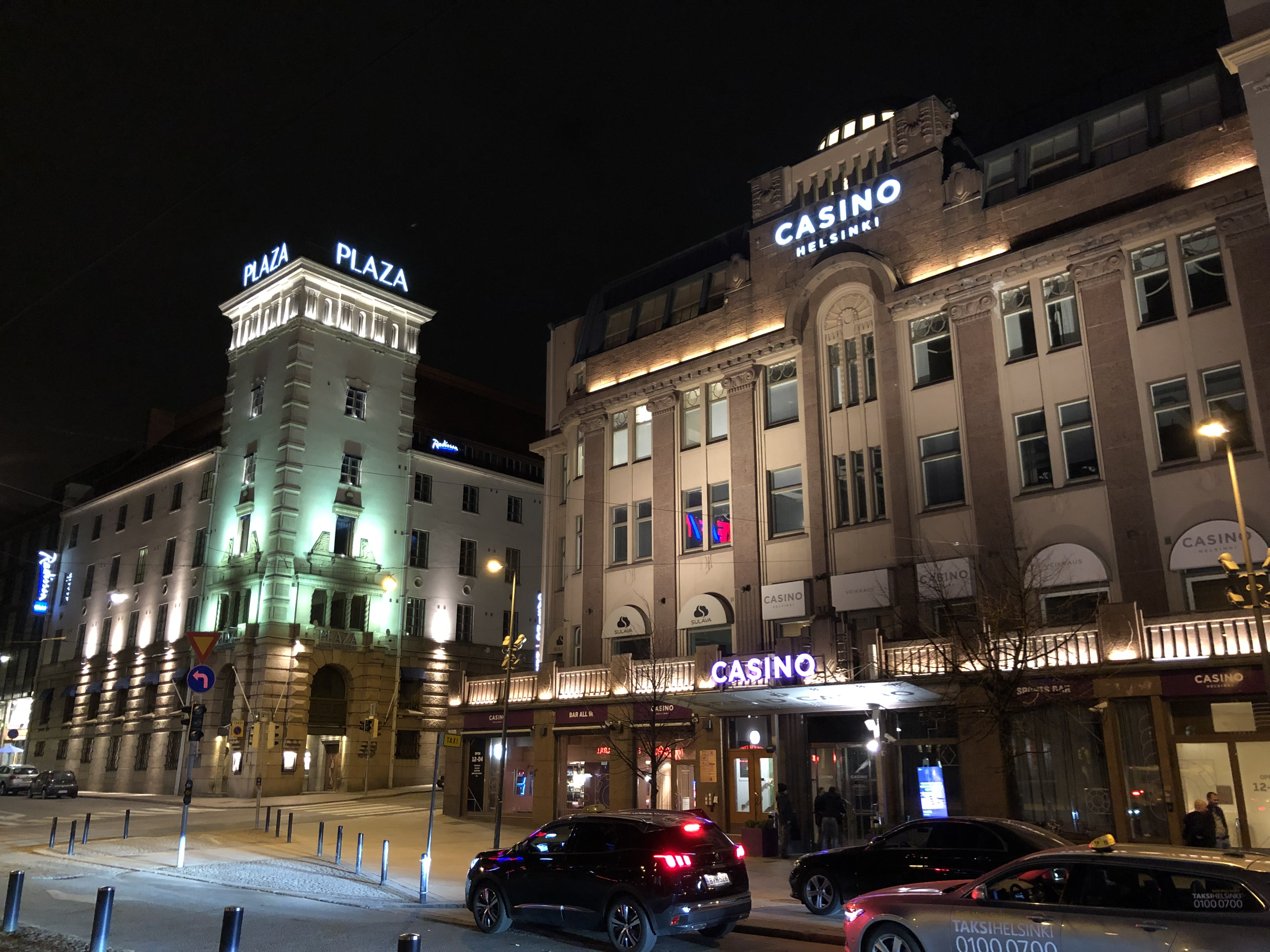
Het Casino Helsinki 's nachts in Helsinki, Finland
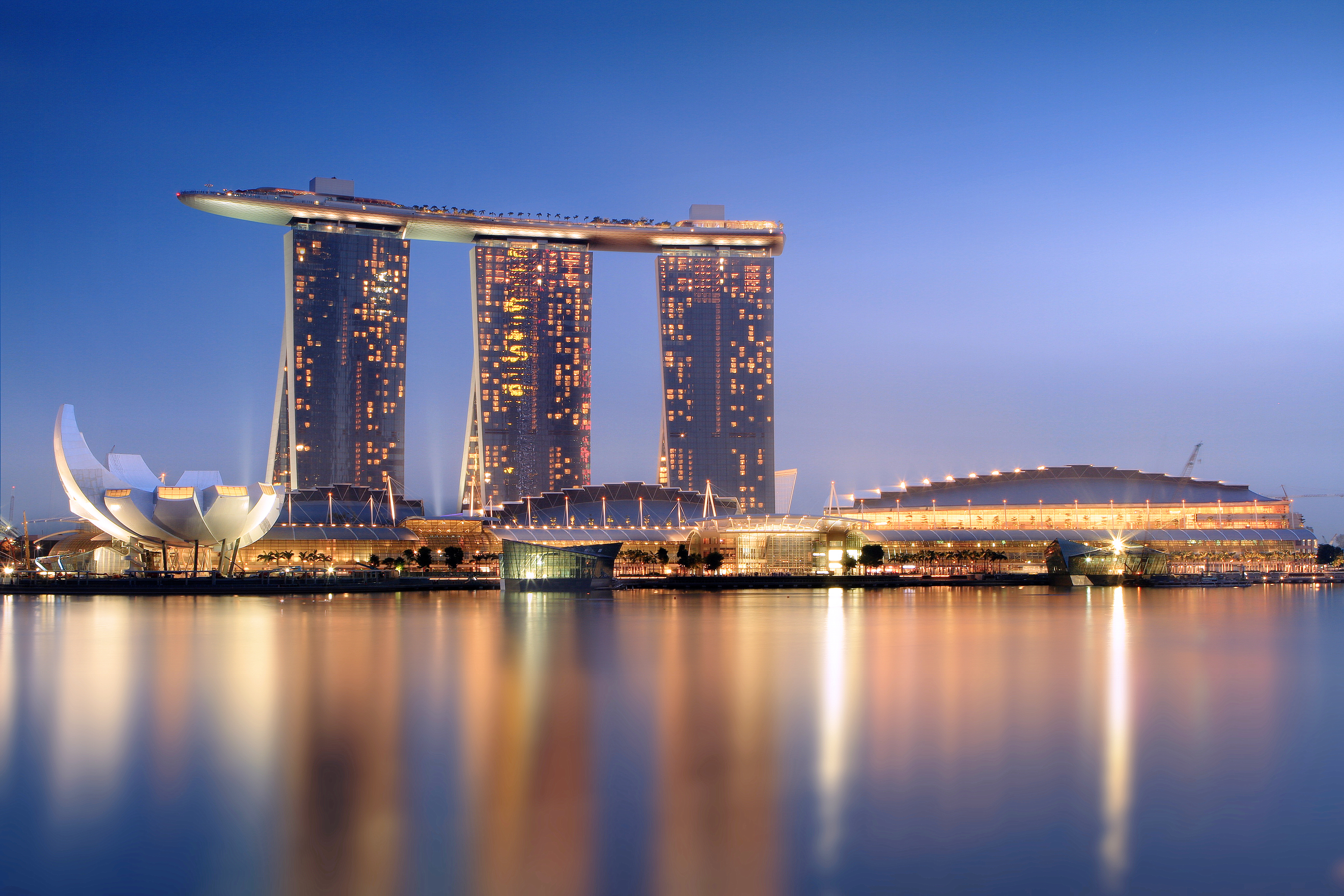
Uitzicht op de Marina Bay Sands in Marina Bay, Singapore
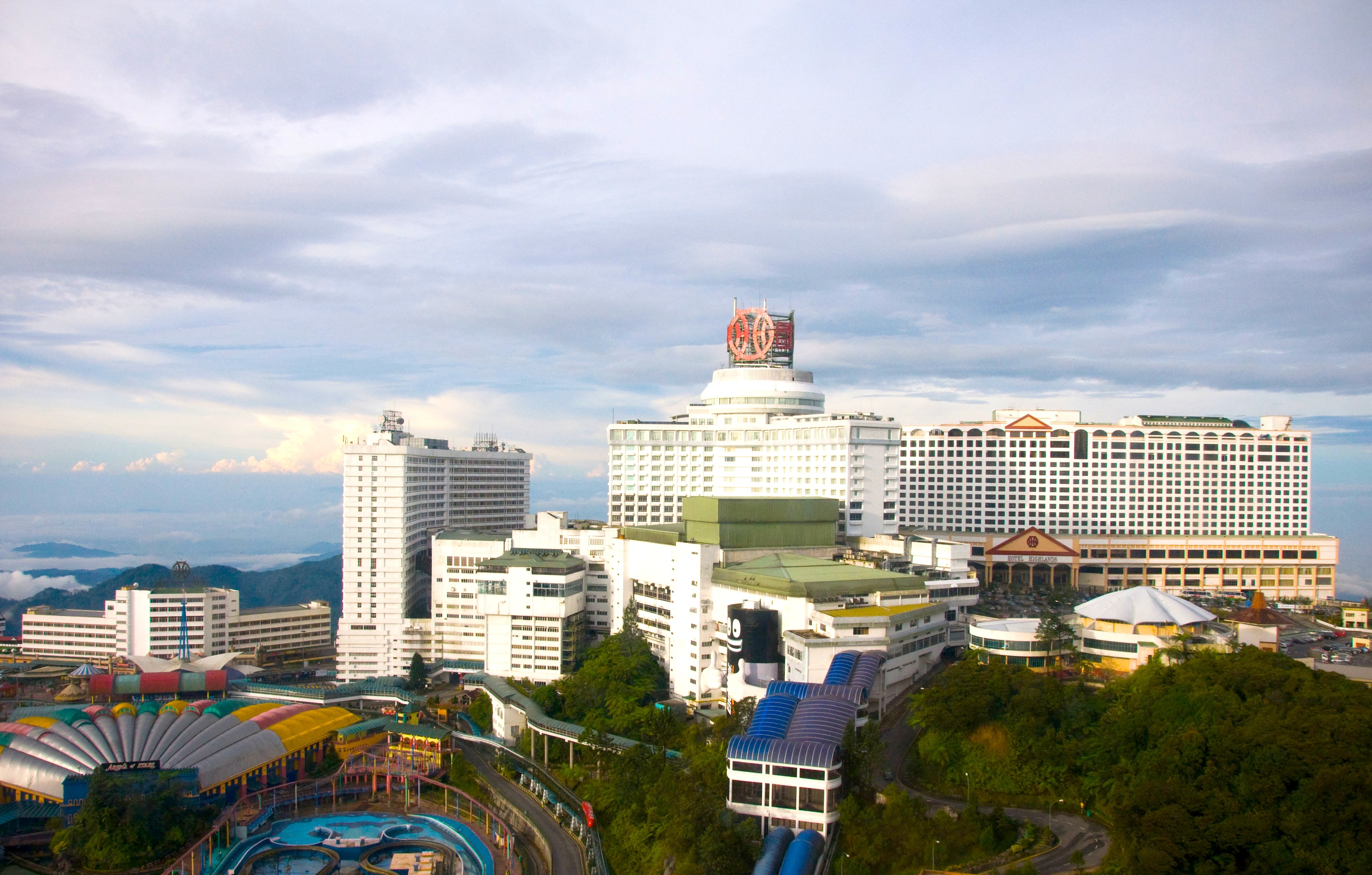
The casino in Genting Highlands, Malaysia own by Genting Group.
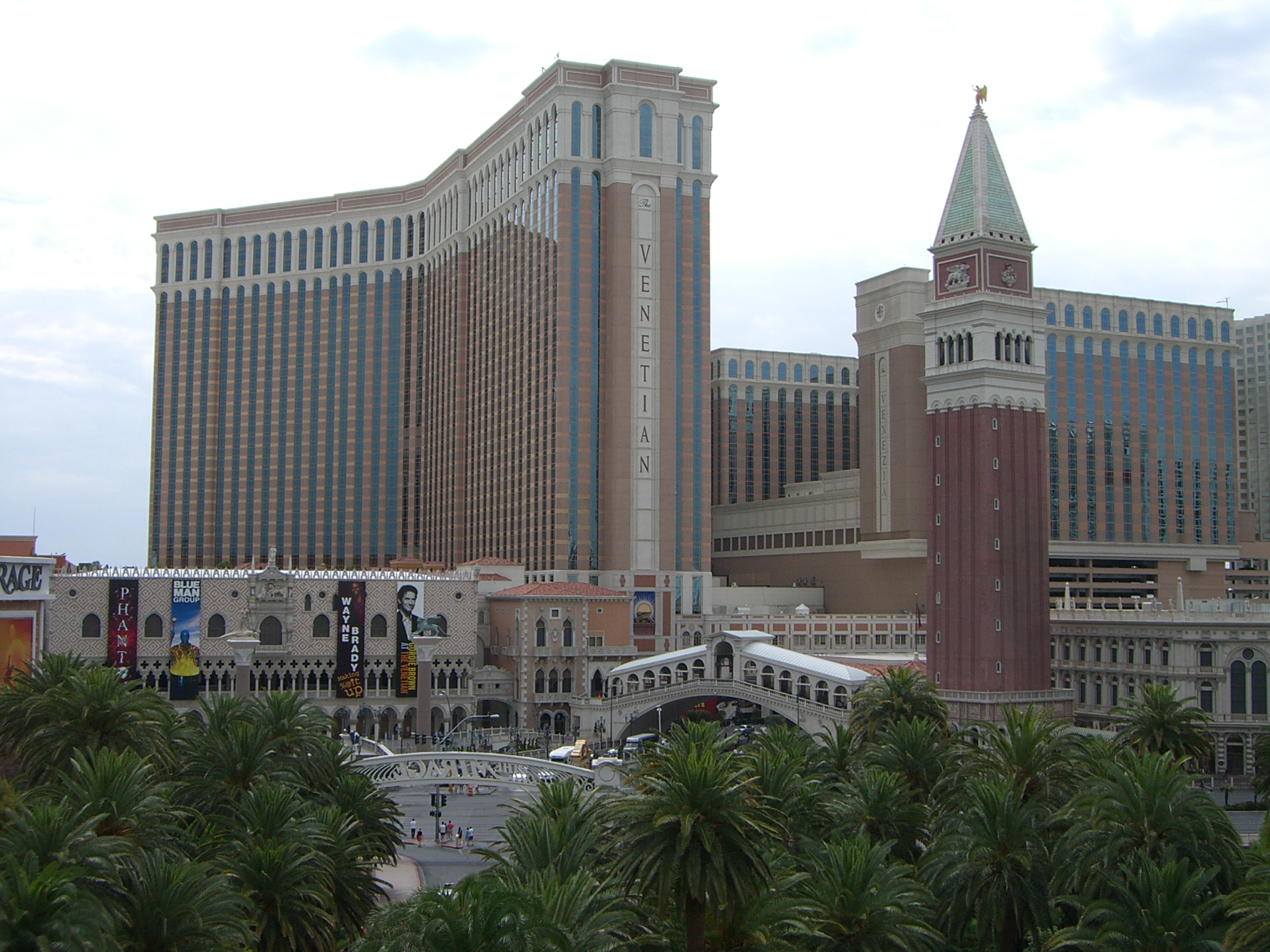
The Venetian in Paradise is ook het hoofdkwartier van casinogigant Las Vegas Sands.
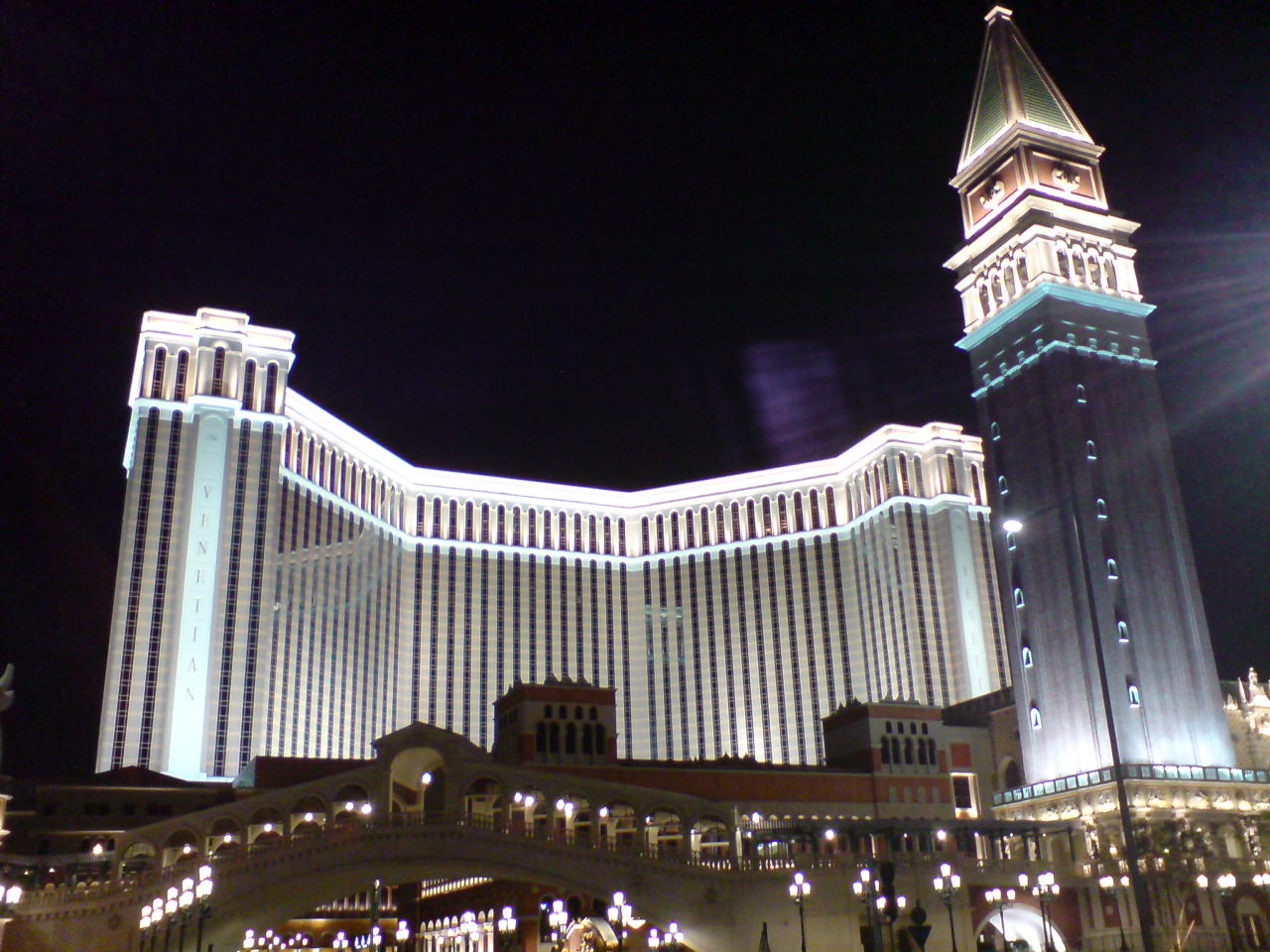
The Venetian Macau in de Cotai Strip is het grootste casino ter wereld, eigendom van Las Vegas Sands.
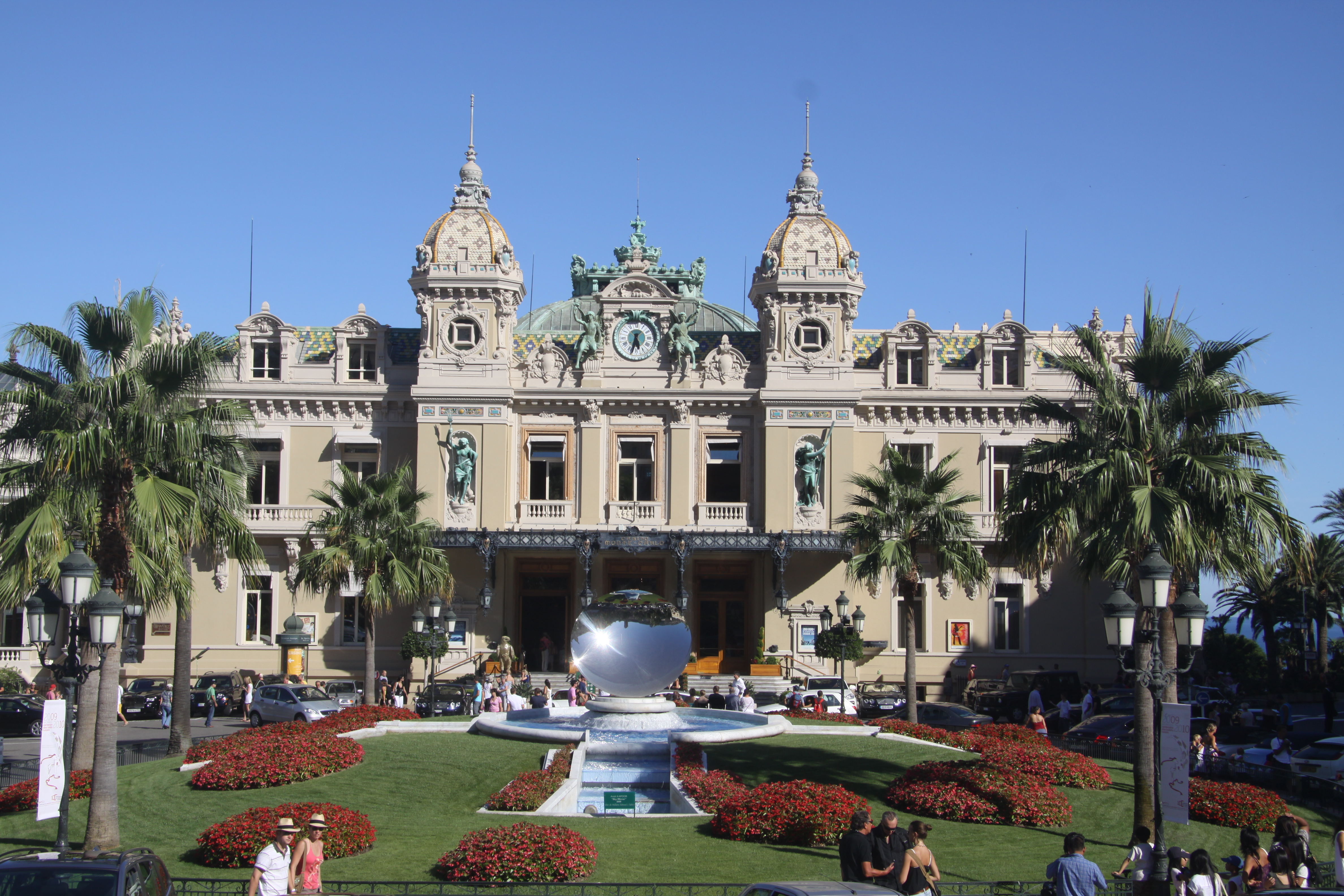
Uitzicht op het Monte Carlo Casino, Monaco
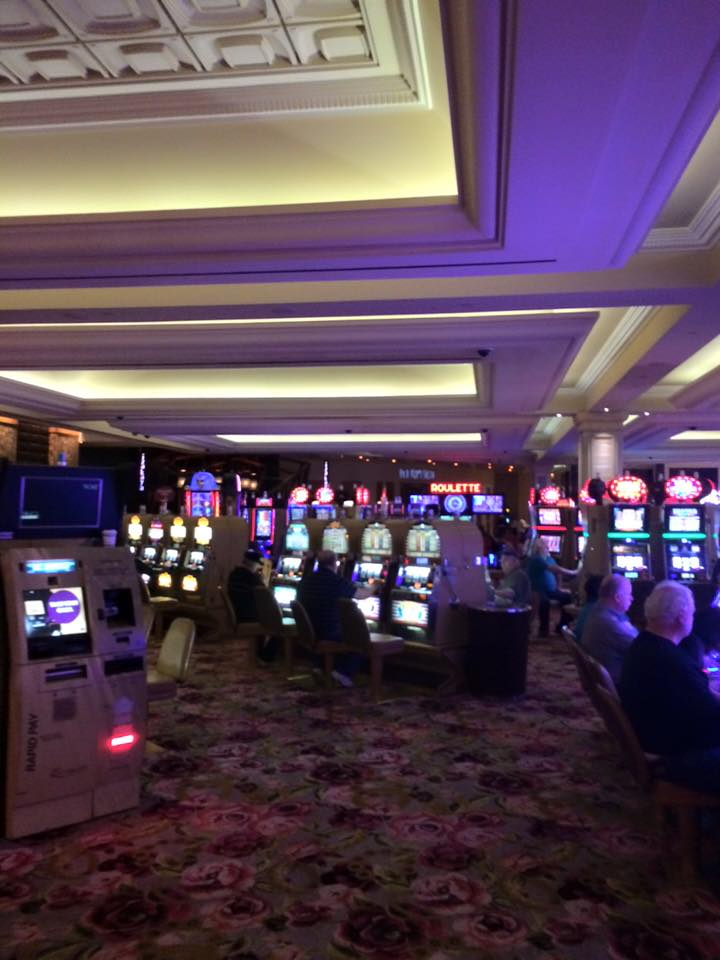
Gokautomaten in het Borgata Hotel Casino & Spa in Atlantic City, New Jersey, Verenigde Staten
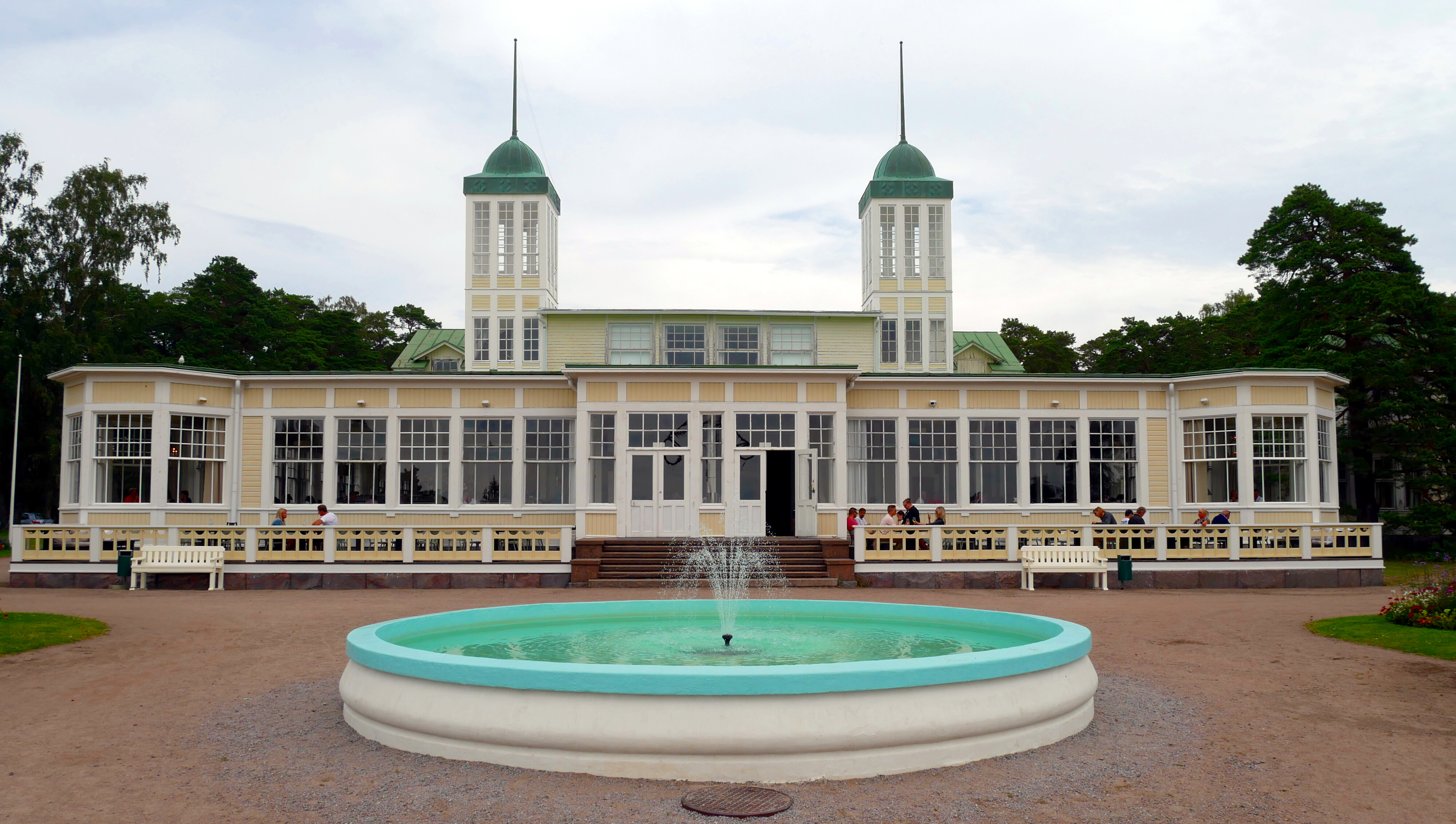
The Hanko Casino in Hanko, Finland